# ان کیوسک
ان کیوسک (انگلیسی: Ann Cusack؛ زادهٔ ۲۲ مهٔ ۱۹۶۱) هنرپیشه اهل ایالات متحده آمریکا است. وی از سال ۱۹۹۲ میلادی تاکنون مشغول فعالیت بوده‌است. از فیلم‌هایی که وی در آن نقش داشته‌است، می‌توان به عناد، کثرت، لیگ خودشان، شما اهل کدام سیاره هستید؟ و گراس پوینت بلنک اشاره کرد. او خواهر جون کیوسک و جان کیوسک، دیگر بازیگران آمریکایی است.